# Amadou Mame Diop
Amadou Mame Diop, né le 18 juillet 1965, est un homme politique sénégalais. Membre de l'Alliance pour la République depuis sa fondation en 2008, il est élu député lors des élections législatives de 2012, puis réélu en 2017 et 2022. Depuis les élections municipales de 2014 et de 2022, il est le maire de la commune de Richard-Toll. Du 12 septembre 2022 au 12 septembre 2024, il est le président de l'Assemblée nationale.

## Biographie

### Études
Amadou Mame Diop est titulaire d'un doctorat en pharmacie de l'université Cheikh-Anta-Diop de Dakar et d'un DESS en répartition pharmacie et gestion.

### Parcours professionnel
Amadou Mame Diop est pharmacien d'officine et propriétaire de pharmacie à Richard-Toll. Il est directeur général de la Société d'aménagement et de promotion des côtes et zones touristiques du Sénégal entre 2021 et 2022.

### Parcours politique
Il fait ses débuts politiques en 2008 avec la création de l'Alliance pour la République par Macky Sall. En juillet 2012, Amadou Mame Diop est élu député sur la liste départementale de Dagana de la coalition Benno Bokk Yakaar dont il est membre du groupe parlementaire. Il est au cours de son mandat membre du Comité interparlementaire de l'UEMOA.
Depuis juillet 2012, il est le maire de la commune de Richard-Toll
Il est réélu député aux élections législatives de 2022 et est élu le 12 septembre 2022 président de l'Assemblée nationale devenant ainsi la deuxième personnalité de l'État. Son élection à la présidence de l'Assemblée est une surprise : les principaux prétendants à la présidence, dont Aminata Touré, tête de liste de l'APR aux élections législatives, ne sont pas retenus par la coalition. Aminata Touré quitte même l'Assemblée avant le vote et dénonce le choix d'Amadou Mame Diop qui serait régi par les « liens familiaux » entre le président Sall et Diop,.